# Маунт-Олівер (Пенсільванія)
Маунт-Олівер (англ. Mount Oliver) — місто (англ. borough) в США, в окрузі Аллегені штату Пенсільванія. Населення — 3394 особи (2020).

## Географія
Маунт-Олівер розташований за координатами 40°24′41″ пн. ш. 79°59′8″ зх. д. / 40.41139° пн. ш. 79.98556° зх. д. (40.411273, -79.985635).  За даними Бюро перепису населення США в 2010 році місто мало площу 0,88 км², уся площа — суходіл.

## Демографія
Згідно з переписом 2010 року, у селищі мешкали 3403 особи в 1464 домогосподарствах у складі 831 родини. Густота населення становила 3870 осіб/км².  Було 1808 помешкань (2056/км²).
Расовий склад населення:
| - 61,4 % — білих - 32,9 % — чорних або афроамериканців - 1,1 % — азіатів - 0,3 % — корінних американців |

До двох чи більше рас належало 3,8 %. Частка іспаномовних становила 1,9 % від усіх жителів.
За віковим діапазоном населення розподілялося таким чином: 25,0 % — особи молодші 18 років, 64,1 % — особи у віці 18—64 років, 10,9 % — особи у віці 65 років та старші. Медіана віку мешканця становила 36,2 року. На 100 осіб жіночої статі у селищі припадало 88,1 чоловіків;  на 100 жінок у віці від 18 років та старших — 84,6 чоловіків також старших 18 років.
Середній дохід на одне домашнє господарство  становив 42 042 долари США (медіана — 28 155), а середній дохід на одну сім'ю — 37 155 доларів (медіана — 32 222). Медіана доходів становила 28 350 доларів для чоловіків та 33 261 долар для жінок. За межею бідності перебувало 36,6 % осіб, у тому числі 53,7 % дітей у віці до 18 років та 20,4 % осіб у віці 65 років та старших.
Цивільне працевлаштоване населення становило 1242 особи. Основні галузі зайнятості: мистецтво, розваги та відпочинок — 20,9 %, освіта, охорона здоров'я та соціальна допомога — 19,0 %, науковці, спеціалісти, менеджери — 11,8 %, роздрібна торгівля — 10,1 %.